# 布魯諾·吉馬良斯
布魯諾·吉馬良斯·洛迪古斯·摩拉（葡萄牙語：Bruno Guimarães Rodrigues Moura；1997年11月16日—），巴西職業足球員，司職防守中場，現效力於英超球會紐卡素及巴西國家足球隊。

## 俱樂部生涯

### 巴拉纳竞技
巴拉納州錦標賽第二階段B組第三輪的比賽中，布魯諾·吉馬良斯打入了自己作為職業球員效力巴拉納競技俱樂部的第一粒入球。

### 里昂
2020年1月30日，法甲球隊里昂宣佈簽約吉馬良斯，雙方簽約4年半，直至2024年到期，轉會費是2000萬歐元。據里昂官方統計，吉馬良斯是隊史上第20名巴西籍的球員。

### 纽卡斯尔联
2022年1月30日，吉马良斯加盟英超俱乐部纽卡斯尔联队，合同为期四年半，据报道费用高达4000万英镑。2月8日，他在3-1战胜埃弗顿的比赛中替补出场，首次亮相。

## 國家隊生涯
奧運會男子足球南美洲區預選賽第一輪，巴西國奧隊1-0秘魯國奧隊，吉馬良斯用一記漂亮的助攻幫助隊友打進全場唯一進球。
2020年3月6日，布魯諾·吉馬良斯第一次獲得巴西國家足球隊徵召。不過受新冠疫情影響，對玻利維亞和秘魯的兩場2022年世界盃南美洲區外圍賽推遲。
2020年11月世界盃外圍賽對委內瑞拉和烏拉圭，卡塞米羅因新冠確診，堤迪補招了吉馬良斯。11月18日客戰對烏拉圭的比賽中，布魯諾·吉馬良斯於下半場傷停補時第2分鐘替補上場。
2021年6月17日，他入選巴西國奧隊參加2020年東京奧運的名單。

## 榮譽
帕拉尼恩斯
- 巴西杯冠軍：2019[4]
- 巴西巴拉那州聯賽冠軍：2018
- 南美球會盃冠軍：2018[5]
- 日本聯賽盃 / 南美球會盃錦標賽：2019[6]

紐卡素
- 英格蘭聯賽杯冠軍：2024–25[7]

### 國家隊
巴西U23
- 夏季奧林匹克運動會足球比賽金牌：2020

## 外部連結
- OL profile （页面存档备份，存于）
- Soccerway資料庫：Bruno Guimarães